# Lecanophora ameghinoi
Lecanophora ameghinoi är en malvaväxtart som först beskrevs av Carlos Luis Spegazzini, och fick sitt nu gällande namn av Carlos Luis Spegazzini. Lecanophora ameghinoi ingår i släktet Lecanophora och familjen malvaväxter. Inga underarter finns listade i Catalogue of Life.